# GLAADメディア賞
GLAADメディア賞（グラードメディアしょう、英語: GLAAD Media Award）は、アメリカ合衆国のメディアモニタリング団体である中傷と闘うゲイ&レズビアン同盟（GLAAD）により、LGBTコミュニティ（レズビアン、ゲイ、バイセクシャル、トランスジェンダー）において著しい功績のあったメディアや人物を讃える賞。映画やテレビ番組のみならず、演劇や音楽などの芸術分野やジャーナリズム、広告などのメディアも表彰対象としている。
第1回GLAADメディア賞は1990年に開催され、7部門34ノミネートの小さな規模であったが、2013年3月に開催された第24回では英語カテゴリ25部門とスペイン語カテゴリ8部門に153件がノミネートされている。

## 歴史
第1回GLAADメディア賞は1989年の題材を対象に翌1990年に発表が行われ、7分野に34ノミネートの小さな規模であった。2009年の第20回授賞式に出席した受賞者のフィル・ドナヒューは第1回を振り返り、「20年前、名誉なことに第1回の受賞者に選ばれましたが、当時は出席者もごく僅かでした。しかし今夜はこれほど多くのカメラマンが会場にいます。この賞の影響力やその成長スピードは考えも及ばないほどのものでした。」と語っている。
第6回までは授賞式前に受賞者が発表されていたが、1996年の第7回より授賞式にて受賞者発表を行う形式に改められた。2004年の第15回よりスペイン語カテゴリが追加。2005年の第16回よりテレビ放送が行われるようになり、Logoチャンネルにて放送された2005年7月の放送はLGBTをテーマとした授賞式として初めての中継番組となった。

## トロフィー
オリジナルのトロフィーは全高約6インチで、5インチの直方体のクリスタル・ガラスに新聞記事を背景に5本の同心円がデザインが施され、扇形の台座に受賞年がエッチングされていた。
2009年の第20回より、Society AwardsのDavid Moritzによる新デザインに一新された。新デザインのトロフィーは全高12インチで、ニッケルとロジウムのメッキが施された3インチの台座の上に、手作業でサテンの質感に仕上げられた9インチのダイカスト亜鉛彫刻が構成されている。

## ノミネート
ノミネートは、該当分野に関係の深い人々や専門家からなる90名のノミネート審査員により最大5件が選出される。ノミネート対象がなしとされるカテゴリもある。年末に審査員のノミネート表が集計される。審査対象への推薦を募る場合もある。審査への推薦がないものでも、主流メディアのプロジェクトをノミネートとして発表する場合もある。
推薦された題材は、以下の4要素を基準に審査される。
- 「公正であり、正確かつ包括的な表現」 - LGBTコミュニティの多様性を反映しているか。
- 「大胆さと独創性」 - これまでの常識にとらわれない手法によってLGBT関連事象の新分野を開拓しているか。
- 「文化的な影響」 - LGBT以外の人々にも影響を与えているか。
- 「全般的な品質」 - LGBTのイメージや関連事象のイメージ及び事象に対してインパクトや有意義な影響を与えたか。

## 投票
各カテゴリ毎に、同賞の投票権利を持つ600名以上の人々によりオンライン投票が行なわれる。投票権利者はGLAADのスタッフや委員会のメンバー、提携メディアのメンバー、ボランティアおよび協力者（過去の受賞者やメディア産業の協力者、ノミネート審査などのボランティア）などで構成されている。
GLAADの役員やメディア産業の専門家らで構成された調査委員会にて投票結果と「専門家の意見」による審査を経て受賞者が決定される。

## カテゴリ
第1回時点では、テレビ分野の7部門において受賞者が選定された。以降、映画や演劇、音楽、印刷媒体、デジタル媒体や広告へと部門が拡がり、スペイン語分野や特別賞なども設けられるようになった。分野や部門の追加だけでなく、初期にあった賞の統合や終了も行われている。一例として、「Outstanding Daytime Drama」（最優秀デイタイム・ドラマ賞）は英語のソープオペラ分野の衰退により2011年に廃止となった。2011年時点では英語分野で26部門、スペイン語分野で12部門が審査対象となっていたが、有意性の認められる審査対象のなかったカテゴリは選考を行わないようになった。2011年時点で、下記38カテゴリが存在している。

### 英語分野
| - Outstanding Film – Wide Release（最優秀映画 – 拡大公開作品） - Outstanding Film – Limited Release（最優秀映画 – 限定公開作品） - Outstanding Film – Streaming or TV（最優秀映画 – 配信・テレビ作品） - Outstanding Documentary（最優秀ドキュメンタリー作品） - Outstanding Comedy Series（最優秀コメディシリーズ作品） - Outstanding Drama Series（最優秀ドラマシリーズ作品） - Outstanding Individual TV Episode（最優秀テレビシリーズ – エピソード別） - Outstanding TV Movie or Mini-Series（最優秀テレビ映画・ミニシリーズ） - Outstanding Talk Show Episode（最優秀トークショー – エピソード別） - Outstanding Daily Drama（最優秀連続ドラマ） - Outstanding Reality Program（最優秀リアリティ番組） - Outstanding TV Journalism – Newsmagazine（最優秀テレビジャーナリズム – ニューズマガジン） - Outstanding TV Journalism Segment（最優秀テレビジャーナリズム – 分野別） - Outstanding Newspaper – Overall Coverage（最優秀ニュース紙 – 総合） - Outstanding Newspaper Article（最優秀ニュース紙 – 記事別） - Outstanding Newspaper Columnist（最優秀ニュース紙 – コラムニスト別） - Outstanding Magazine – Overall Coverage（最優秀マガジン – 総合） - Outstanding Magazine Article（最優秀マガジン – 記事別） - Outstanding Digital Journalism Article（最優秀デジタルジャーナリズム – 記事別） - Outstanding Digital Journalism – Multimedia（最優秀デジタルジャーナリズム – マルティメディア） - Outstanding Blog（最優秀ブログ） - Outstanding Music Artist（最優秀ミュージシャン） - Outstanding Comic Book（最優秀コミックブック） - Outstanding New York Theater – Broadway & Off-Broadway（最優秀ニューヨークシアター – ブロードウェとオフ・ブロードウェイ） - Outstanding New York Theater –（最優秀ニューヨークシアター – オフ・オフ・ブロードウェイ） - Outstanding Los Angeles Theater（最優秀ロサンジェルスシアター） - Special Recognition（特別感謝賞） |

### スペイン語分野
| - Outstanding TV Novela（最優秀テレビ小説） - Outstanding Daytime Talk Show Episode（最優秀デイタイムトークショー – 放送回別） - Outstanding Talk Show Interview（最優秀トークショーインタビュー） - Outstanding TV Journalism – Newsmagazine（最優秀テレビジャーナリズム – ニューズマガジン） - Outstanding TV Journalism Segment（最優秀テレビジャーナリズム – 分野別） - Outstanding Newspaper Article（最優秀ニュース紙 – 記事別） - Outstanding Magazine Article（最優秀マガジン – 総合） - Outstanding Digital Journalism Article（最優秀デジタルジャーナリズム – 記事別） - Outstanding Digital Journalism – Multimedia（最優秀デジタルジャーナリズム – マルティメディア） - Outstanding Blog（最優秀ブログ） - Outstanding Music Artist（最優秀ミュージシャン） - Special Recognition（特別感謝賞） |

## 特別賞
GLAADメディア賞には、第1回より名誉賞が設けられている。元々は「Special Honoree Award」（特別名誉賞）のみであったが、GLAADメディア賞の規模拡大に伴い、特別賞の種類も拡大した。代表的なものに以下の特別賞がある。
- Davidson/Valentini Award（デビッドソン/ヴァレンティニ賞）– サンフランシスコGLAADメディア賞にて毎年授与されている賞。GLAADの初代代表であった Craig Davidson とそのパートナーで同会の支援者でもあった Michael Valentini を記念して名付けられた。同賞はLGBTコミュニティの権利向上に著しい貢献のあったオープンリーのLGBT個人に対して授与される。

- Excellence in Media Award（メディア優秀賞） – ニューヨークGLAADメディア賞にて毎年授与されている賞。メディア業界やエンターテイメント産業における活動を通じてLGBTコミュニティの可視化や受容に貢献した個人に対して授与される。

- Golden Gate Award（ゴールデンゲート賞）– サンフランシスコGLAADメディア賞にて毎年授与されている賞。メディア業界における活動を通じてLGBTコミュニティの可視化や受容に貢献した個人に対して授与される。

- Pioneer Award（パイオニア賞）– GLAADメディア賞にて授与されている賞。GLAADメディア賞の設立以前からメディアにおけるLGBTの描写の向上に著しい貢献のあった個人やグループおよびメディア団体のに対してその先進性を讃えるために授与されている。

- Stephen F. Kolzak Award（ステファン・F・コルザック賞）– GLAADメディア賞にて毎年授与されている賞。人生の終盤をエンターテイメント界のAIDS偏見やホモフォビアの解消に費やしたキャスティングディレクターの Stephen F. Kolzak を記念して名付けられた賞。同賞はエンターテイメント産業やメディア業界での活動を通じてホモフォビア解消に貢献したオープンリーのLGBT個人に対して授与される。

- Vanguard Award（ヴァンガード賞）– ロサンジェルスのGLAADメディア賞にて毎年授与されている賞。同賞はLGBTコミュニティの権利向上に著しい貢献のあったエンターテイメント界の人物に対して授与される。

- Visibilidad Award（ヴィジブリダッド賞） –同賞はLGBTコミュニティの権利向上に著しい貢献のあったスペイン語メディア界のオープンリーなLGBTの人物に対して授与される。

- Vito Russo Award（ヴィト・ルッソ賞）– GLAADメディア賞にて毎年授与されている賞。GLAADの設立メンバーのヴィト・ルッソを記念して名付けられた賞で、LGBTコミュニティの権利向上に著しい貢献のあったオープンリーなメディア界の人物に対して授与される。

## 授賞式

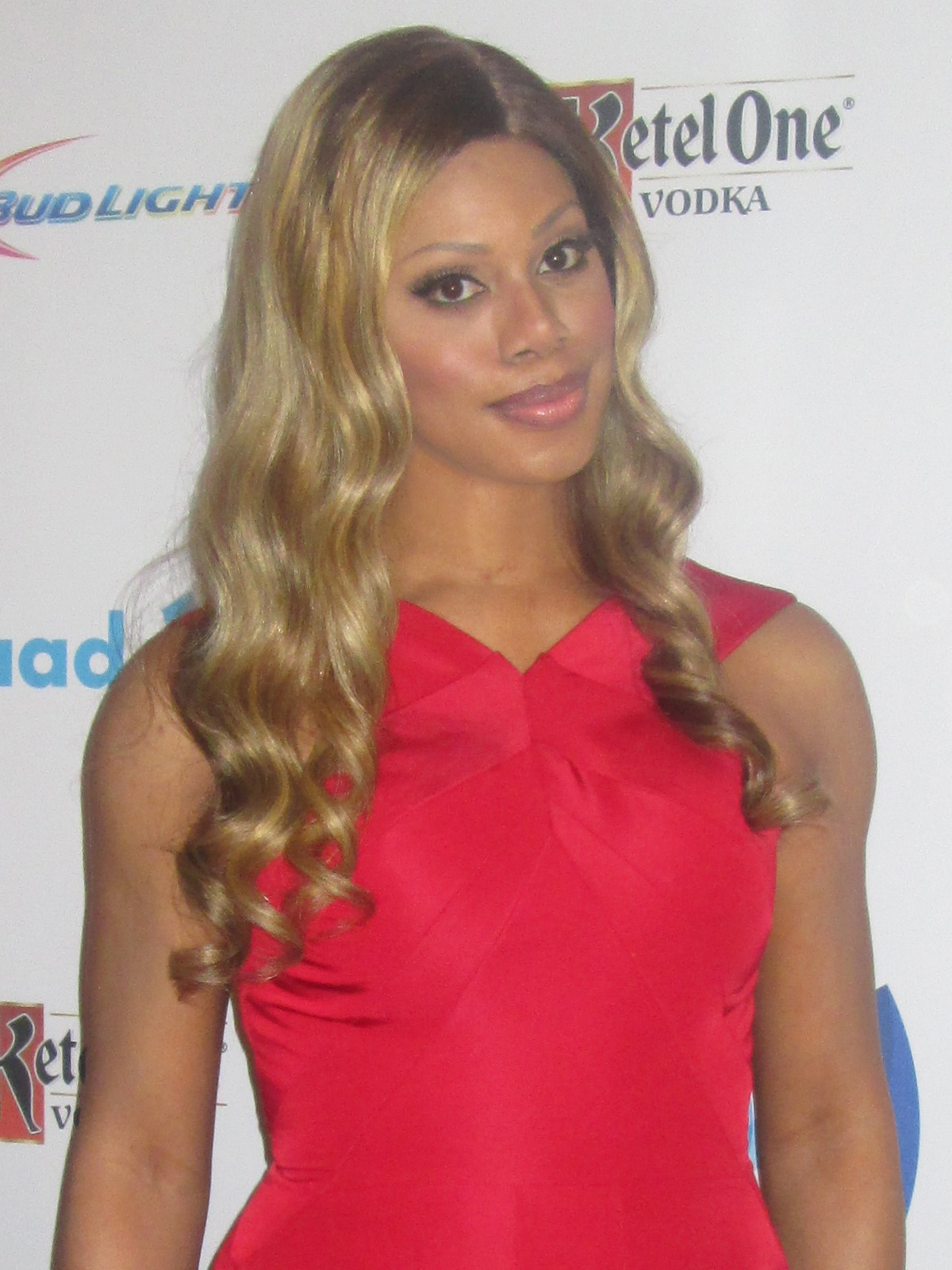
2014年4月12日、ロサンゼルスで行われた第25回授賞式でのラバーン・コックス。

毎年ニューヨークとロサンジェルス、サンフランシスコにてGLAADメディア賞の記念晩餐会が開かれ、前年の活動に対する功労者が招かれる。ワシントンD.C.とマイアミにて受賞セレモニーが行われた年もある。各年のホストやプレゼンターは以前の受賞者や一般的な著名人、LGBTQ+コミュニティの著名人から選ばれる。
全部門の受賞者の発表がセレモニーの間に行われる。全ての受賞者の発表が3都市で行われるが、全受賞者がステージで直接授与される訳ではなく、各都市毎のバランスを取り表彰部門が選ばれている。ステージでの授与が行われなかった部門の受賞者は、授賞式で配布されるプログラムにて告知される。
2005年に開催された第16回授賞式は、Logoチャンネルにて初のテレビ放送が行なわれた。Logoチャンネルでは毎年3都市の受賞者の模様を収録し、1回の放送でその模様をまとめて放送している。2008年の第19回授賞式は、Logoチャンネルに代わって放送権を得たBravoが放送を行なった。
| GLAADメディア賞授賞式 | GLAADメディア賞授賞式                                                    | GLAADメディア賞授賞式                                     | GLAADメディア賞授賞式                                   |
| 開催回                | 会場                                                                     | 都市名                                                    | 日程                                                    |
| --------------------- | ------------------------------------------------------------------------ | --------------------------------------------------------- | ------------------------------------------------------- |
| 第1回                 | タイムライフ・ビル                                                       | ニューヨーク                                              | 1990年 1990年4月29日                                    |
| 第2回                 | 不明 Beverly Hilton Hotel                                                | ニューヨーク ロサンゼルス                                 | 1991年 1991年4月21日                                    |
| 第3回                 | Windows on the World Beverly Hilton Hotel                                | ニューヨーク ロサンゼルス                                 | 1992年4月6日 1992年4月11日                              |
| 第4回                 | Beverly Hilton Hotel プラザホテル                                        | ロサンゼルス ニューヨーク                                 | 1993年3月20日 1993年3月28日                             |
| 第5回                 | プラザホテル Century Plaza Hotel                                         | ニューヨーク ロサンゼルス                                 | 1994年3月13日 1994年3月19日                             |
| 第6回                 | Century Plaza Hotel ウォルドルフ＝アストリア National Press Club         | ロサンゼルス ニューヨーク ワシントンD.C.                  | 1995年3月12日 1995年3月16日 1995年3月19日               |
| 第7回                 | ウォルドルフ＝アストリア Century Plaza Hotel National Press Club         | ニューヨーク ロサンゼルス ワシントンD.C.                  | 1996年3月7日 1996年3月10日 1996年3月13日                |
| 第8回                 | Century Plaza Hotel National Press Club Sheraton Hotel and Towers        | ロサンゼルス ワシントンD.C. ニューヨーク                  | 1997年3月16日 1997年3月26日 1997年3月31日               |
| 第9回                 | Hilton Hotel George Washington Marriot Century Plaza Hotel               | ニューヨーク ワシントンD.C. ロサンゼルス                  | 1998年3月30日 1998年4月4日 1998年4月19日                |
| 第10回                | Hilton Hotel Century Plaza Hotel JW Marriott                             | ニューヨーク ロサンゼルス ワシントンD.C.                  | 1999年3月28日 1999年4月17日 1999年5月8日                |
| 第11回                | Hilton Hotel Century Plaza Hotel JW Marriott Argent Hotel                | ニューヨーク ロサンゼルス ワシントンD.C. サンフランシスコ | 2000年4月2日 2000年4月15日 2000年5月13日 2000年6月3日   |
| 第12回                | Hilton Hotel Century Plaza Hotel Lisner Auditorium Westin St. Francis    | ニューヨーク ロサンゼルス ワシントンD.C. サンフランシスコ | 2001年4月16日 2001年4月28日 2001年5月12日 2001年6月9日  |
| 第13回                | Marriott Marquis コダック・シアター Westin St. Francis                   | ニューヨーク ロサンゼルス サンフランシスコ                | 2002年4月1日 2002年4月13日 2002年6月1日                 |
| 第14回                | Marriott Marquis コダック・シアター Westin St. Francis                   | ニューヨーク ロサンゼルス サンフランシスコ                | 2003年4月7日 2003年4月26日 2003年5月31日                |
| 第15回                | Marriott Marquis コダック・シアター Westin St. Francis                   | ロサンゼルス ニューヨーク サンフランシスコ                | 2004年3月27日 2004年4月12日 2004年6月5日                |
| 第16回                | Marriott Marquis コダック・シアター Westin St. Francis                   | ニューヨーク ロサンゼルス サンフランシスコ                | 2005年3月28日 2005年4月30日 2005年6月11日               |
| 第17回                | Marriott Marquis コダック・シアター Ritz-Carlton Hotel JW Marriott       | ニューヨーク ロサンゼルス マイアミ サンフランシスコ       | 2006年3月27日 2006年4月8日 2006年5月25日 2006年6月10日  |
| 第18回                | Marriott Marquis コダック・シアター Westin St. Francis JW Marriott       | ニューヨーク ロサンゼルス サンフランシスコ マイアミ       | 2007年3月26日 2007年4月14日 2007年4月28日 2007年5月10日 |
| 第19回                | Marriott Marquis Seminole Hard Rock Hotel コダック・シアター JW Marriott | ニューヨーク マイアミ ロサンゼルス サンフランシスコ       | 2008年3月17日 2008年4月12日 2008年4月26日 2008年5月10日 |
| 第20回                | Marriott Marquis Nokia Theatre Hilton Towers                             | ニューヨーク ロサンゼルス サンフランシスコ                | 2009年3月28日 2009年4月18日 2009年5月9日                |
| 第21回                | Marriott Marquis Century Plaza Hotel Westin St. Francis                  | ニューヨーク ロサンゼルス サンフランシスコ                | 2010年3月13日 2010年4月18日 2010年6月5日                |
| 第22回                | Marriott Marquis Westin Bonaventure Hotel San Fransisco Marriott Marquis | ニューヨーク ロサンゼルス サンフランシスコ                | 2011年3月19日 2011年4月10日 2011年5月14日               |
| 第23回                | Marriott Marquis Westin Bonaventure Hotel San Fransisco Marriott Marquis | ニューヨーク ロサンゼルス サンフランシスコ                | 2012年3月12日 2012年4月21日 2012年6月2日                |
| 第24回                | Marriott Marquis JW Marriott Hilton Towers                               | ニューヨーク ロサンゼルス サンフランシスコ                | 2013年3月16日 2013年4月20日 2013年5月11日               |
| 第25回                | The Beverly Hilton Waldorf Astoria New York                              | ロサンゼルス ニューヨーク                                 | 2014年4月12日 2014年5月3日                              |
| 第26回                | The Beverly Hilton Waldorf Astoria New York                              | ロサンゼルス ニューヨーク                                 | 2015年3月21日 2015年5月9日                              |
| 第27回                | The Beverly Hilton Waldorf Astoria New York                              | ロサンゼルス ニューヨーク                                 | 2016年4月4日 2016年5月14日                              |
| 第28回                | The Beverly Hilton New York Hilton Midtown                               | ロサンゼルス ニューヨーク                                 | 2017年4月1日 2017年5月6日                               |
| 第29回                | The Beverly Hilton New York Hilton Midtown                               | ロサンゼルス ニューヨーク                                 | 2018年4月12日 2018年5月5日                              |
| 第30回                | The Beverly Hilton New York Hilton Midtown                               | ロサンゼルス ニューヨーク                                 | 2019年3月28日 2019年5月4日                              |
| 第31回                | N/A                                                                      | オンライン                                                | 2020年7月30日                                           |
| 第32回                | N/A                                                                      | オンライン                                                | 2021年4月8日                                            |
| 第33回                | The Beverly Hilton New York Hilton Midtown                               | ロサンゼルス ニューヨーク                                 | 2022年4月2日予定 2022年5月6日予定                       |